# Spomenik Stjepanu Filipoviću (Opuzen)
|  | Ovaj članak je deo članka o Spomenicima posvećenim Narodnooslobodilačkoj borbi 1941—1945. |

Spomenik Stjepanu Filipoviću bio je spomenik posvećen istoimenom narodnom heroju u Opuzenu, Hrvatska, inače Filipovićevom rodnom mestu. Otkriven 1978. godine, rad je vajara Mira Vuce i Stjepana Gračana. Spomenik je miniran 1991. godine i od tad nije obnavljan.

## Istorijat
Spomenik je svečano otkriven 26. oktobra 1978. godine u okviru proslave 34-godišnjice od oslobođenja opštine Metković, na prostranoj zaravni gde se u Jadransku magistralu uključuje put iz Mostara i Sarajeva. Autori su mladi zagrebački vajari Miro Vuco i Stjepan Gračan. Skulptura spomenika je bila visoka 5,30 metara i izlivena u bronzi, na postamentu visine 4,50 metara. Uzor skulptorima za spomenik je bila čuvena fotografija Filipovića pod vešalima u Valjevu 22. maja 1942. godine. Prema pisanju „Slobodne Dalmacije“ spomenik je podignut na inicijativu don Ante Salacana i admirala Stanka Parmača. Spomenik je otkrio sekretar Izvršnog biroa Predsedništva CK SKJ Stane Dolanc. Prema svedočenju Krešimira Sršena, jednog od govornika na otkrivanju spomenika, na istom je prisustvovalo oko 25 hiljada ljudi.
Spomenik je miniran u noći između 17. i 18. jula 1991. godine. Dok je postolje spomenika i na njemu klupa na kojoj je stajala figura Filipovića, inače reminiscencija na klupu na kojoj je narodni heroj stajao dok je držao govor pod vešalima, ostala na svom mestu, Filipovićeva figura je prekinuta od ostatka spomenika. Oštećenu figuru su od rezanja i iskorištavanja kao sekundarne sirovine preuzeli i sačuvali privatni građani Opuzena, koji su je smestili u skladište nadomak grada. Inače se u javnosti i medijima često spominjalo da je poznato ko su počinioci koji su minirali spomenika, no unatoč tome nadležne institucije od devedesetih godina do današnjice (zaključno sa martom 2018), ništa po tom pitanju nisu preduzele.
Od miniranja devedesetih na ovamo je bilo više inicijativa i pokušaja da se spomenik obnovi. Jedna od njih je bila i da se umesto na prvobitnu lokaciju, spomenik postavi u centar grada Opuzena, no od toga se na kraju odustalo. Prema pisanju i obraćanjima antifašističkih udruženja i drugih zainteresovanih strana za obnovu, glavna prepreka tome je lokalna HDZ-ova vlast, ali i nezainteresovanost viših nivoa vlasti — županijske i državne. Nakon apela Saveza antifašističkih boraca i antifašista Republike Hrvatske za obnovu sedam kapitalnih spomenika NOB, među koje je uvršten i spomenik Stjepanu Filipoviću, a koji je potpisalo oko sto pedeset uglednih ličnosti počev od Predsednika RH, Ministarstvo kulture je odgovorilo da je osnovana posebna radna grupa za utvrđivanje prioriteta obnove. Međutim, u međuvremenu septembra meseca 2010. godine lokalne gradske vlasti su porušile ostali postament spomenika, zbog izgradnje ekonomske zone i šoping centra na njoj između ostalog, koji je par godina kasnije otišao u stečaj. U međuvremenu su na incijativu par zaintereosvanih građana, ostaci figure spomenika iz skladišta pored Opuzena prebačena u livnicu umetnina „Ujević“ pokraj Zagreba, u nameri da sa autorom spomenika dogovore restauraciju dela. Zaključno sa martom 2018. godine, spomenik nije obnovljen.
Međunarodni „Opuzen film festival“ (OFF), prvi koji je održan leta 2011. godine, je kao nagradu publike osvajačima dotične dodeljivao nagradu u vidu statue „Stjepan Filipović“, rad vajara Davora Popovića. Spomenik Stjepanu Filipoviću kraj Opuzena se našao i u dokumentracu „Neželjena baština“ mlade hrvatske autorke Irene Škorić, posvećenom srušenim antifašističkim spomenicima u Hrvatskoj, iz 2016. godine, a koji je i međunarodno nagrađivan.
Spomenik Stjepanu Filipoviću je, do miniranja, zajedno sa istoimenim spomenikom u Valjevu u Srbiji vajara Vojina Bakića, bio jedna od dve spomeničke parafraze slavne slike Filipovića pod vešalima 1942. godine.

## Napomene
1. ↑  Današnji grad Opuzen se tada nalazio unutar (bivše) opštine Metković[1], današnjeg grada Metkovića.
2. ↑  Prema pisanju autora publikacije „Rušenje antifašističkih spomenika u Hrvatskoj 1990—2000“ u izdanju Saveza antifašističkih boraca Hrvatske, miniranje je izvršila „grupa terorista predvođena ustaškim emigrantom Daiđom, satnikom i kasnije generalom HV.“[1]

## Literatura
- Belić-Koročkin-Davidović, Mirjana; Davidović, Radivoje (2012). Stevan Filipović : istina o istorijskoj fotografiji. Beograd: Čigoja štampa.  193196812
- Grupa autora (2002). Rušenje antifašističkih spomenika u Hrvatskoj 1990—2000 : II izdanje s dodatkom. Zagreb: Savez antifašističkih boraca Hrvatske. Архивирано из оригинала 07. 01. 2018. г. Приступљено 21. 03. 2018.  1024552333
- Jokić, Gojko (1986). Jugoslavija : Spomenici revolucije : turistički vodič (PDF). Beograd: Turistička štampa.  11699719
- Silvija Ivanuš, Rhea (2015). „Spomenici na meti novih revolucija” (PDF). Anali Galerije Antuna Augustinčića. Klanjec: Galerija Antuna Augustinčića. XXXII–XXXV (2012.—2015) (32—33/34—35): 341—354.